# Gyaldun Thinley Dorji
Gyaldun Thinley Dorji (ur. 1914, zm. 1966) – bhutański pisarz, autor słów do Druk tsendhen, narodowego hymnu Bhutanu, daszo. 
W 1953 Bhutan odwiedził premier Indii Jawaharlal Nehru. Z tej okazji król Bhutanu Jigme Dorji Wangchuck ogłosił konkurs na utworzenie nowego hymnu. Melodię i choreografię stworzył Aku Tongmi, zaś za napisanie tekstu odpowiadał Dorji. Tekst Dorjiego liczył początkowo 12 wersów, jednak później skrócono go do 6 wersów. Dokonali tego około 1964 asystenci króla Wangchuka.